# Leflore County
Leflore County is een county in de Amerikaanse staat Mississippi.
De county heeft een landoppervlakte van 1.533 km² en telt 37.947 inwoners (volkstelling 2000). De hoofdplaats is Greenwood.